# Sundafischuhu
Der Sundafischuhu (Ketupa ketupu, Synonym: Bubo ketupu), gelegentlich auch Malaienfischuhu genannt, ist eine südostasiatische Eulenart.

## Merkmale
Der 45 cm lange Sundafischuhu ist oberseits dunkelbraun gefärbt und unterseits orangebraun und dunkel gefärbt. Er hat Federohren und große, gelbe Augen. Die Beine sind nackt, die Fußsohlen haben scharfrandige, stachelige Schuppen, so dass Fische mit den langen, gebogenen Krallen festgehalten werden können. Dem Sundafischuhu fehlen die weichen Schwungfedern, die den Flug der meisten Eulen fast lautlos machen. Der weiche, melodische Ruf besteht aus zwei Tönen.

## Verbreitung und Lebensraum
Der Sundafischuhu lebt in dichten Wäldern in Gewässernähe in Südostasien von Thailand über Malaysia und Indonesien bis Myanmar.

## Verhalten
Tagsüber ruht dieser Vogel in dichter Vegetation. In der Nacht jagt er von einer Sitzwarte aus nach Fischen und Amphibien. Daneben gehören auch Nager, Reptilien und Wirbellose zur Nahrung.
In einem Nest in einer Felshöhle, einem Baum oder dem Horst eines anderen großen Vogels werden zwei bis drei Eier bebrütet.